# Sockel 370

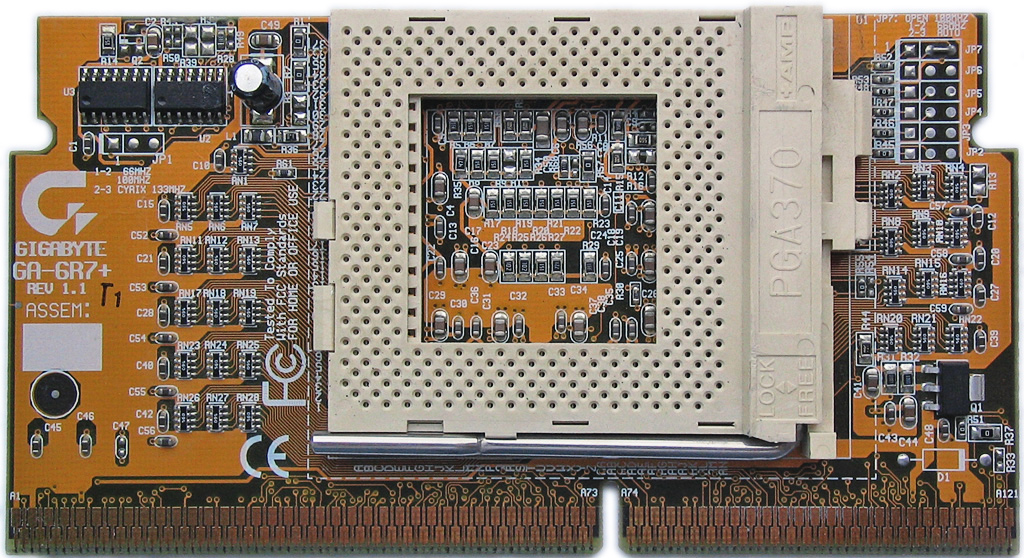
Sockel-370-Adapter für Slot-1-Hauptplatinen

Der Sockel 370 ist ein Prozessorsockel für Celeron- und Pentium-III-Prozessoren sowie pin- und protokollkompatible Prozessoren der Cyrix-III- und C3-Baureihe von VIA.
Es gibt drei verschiedene Varianten des Sockel 370:
- Für Celerons der Mendocino-Reihe im PPGA-Gehäuse
- Für den Pentium III sowie Celerons der Coppermine-Reihe
- Für den Pentium III sowie Celerons der Tualatin-Reihe

Diese unterschiedlichen Versionen waren bedingt abwärtskompatibel, aber nicht aufwärtskompatibel:
- In einem Sockel-370-Mainboard der ersten Generation funktionierten nur Mendocino-Celerons im PPGA-Gehäuse.
- In einem Sockel-370-Mainboard der zweiten Generation funktionierten Pentium-III- und Celeron-CPUs mit Coppermine-Kern, oft auch die älteren Mendocino-Celerons im PPGA-Gehäuse.
- In einem Sockel-370-Mainboard der dritten Generation funktionierten Pentium-III- und Celeron-CPUs mit Tualatin-Kern, oft auch CPUs mit Coppermine-Kern. Die Nutzung eines PPGA-Celeron war nicht mehr möglich.

Ursache der Inkompatibilitäten sind Veränderungen an der Spannungsversorgung und den Signalpegeln des Busprotokolls oder einzelner Signale. Allerdings wird insbesondere bei der dritten Sockel-370-Generation auch von einer „gewollten“ Inkompatibilität gemunkelt, da Intel den Pentium III langfristig zugunsten des Pentium 4 auslaufen lassen wollte und die Celeron- und Pentium-III-CPUs der Tualatin-Reihe nur noch für den OEM-, Server- und Mobilmarkt vorgesehen waren und auch nicht mehr aktiv beworben wurden.
Der Sockel 370 wurde vom Sockel 423 für den Pentium 4 abgelöst.